# Johnny Hallyday au Zénith
Albums par Johnny Hallyday
Drôle de métier
Spécial Enfants du Rock
(1984) Rock'N'Roll Attitude
(1985)
Lives par Johnny Hallyday
Hallyday Palais des sports 1982
(1983) Johnny à Bercy
(1988)
Singles
1. Ne me quitte pas - La garce
Sortie : 1984

Johnny Hallyday au Zénith est le 11e album live de Johnny Hallyday. Il sort dans une première version le 24 octobre. Une deuxième version sort le 12 novembre 1984.
L'album est réalisé par Pierre Billon. Débuté en 1982, leur collaboration s'achève avec cette dernière réalisation pour Johnny Hallyday.
Au cours des années, l'album a fait l'objet de plusieurs rééditions (1992, 2003), ainsi qu'en 2024, dans une version intitulée Johnny Hallyday Zénith 85, qui présente la captation inédite au disque, de la dernière représentation au Zénith de Paris de Johnny Hallyday enregistrée le 2 février 1985.

## Histoire
Le spectacle
Johnny Hallyday est annoncé au Zénith du 25 octobre 1984 au 3 février 1985, soit un peu plus de trois mois de scène.
Pour ce spectacle, 4000 projecteurs sont requis. Une main géante articulée par vérin ouvre le spectacle, laissant apparaître le chanteur au-dessus du public. Pour cela, l'architecture du Zénith est modifiée et un mur abattu afin que s'articule l'ensemble. Des danseurs et des cascadeurs s'activent sur certains titres et pour la première fois des violons accompagnent Johnny Hallyday sur scène. Une créature à la plastique superbe, danse autour de Johnny sur la chanson La garce. Une autre, d'abord femme de ménage, après avoir jeté seau et balai, se révèle et se libère sur Gabrielle et il ne s'en faut d'un rien qu'elle ne se livre à un effeuillage total. La mise en scène ne néglige ni l'humour, ni l'émotion. Johnny donne une poignante interprétation du classique de Jacques Brel Ne me quitte pas. La chanson Ne tuez pas la liberté, clos la première partie du show, dans une mise en scène où la tête d'Hallyday tombe sous le couperet d'une guillotine - l'action se passe en ombre chinoise. Après les (précédents) spectacles L'ange aux yeux de lasers (1979) et FantasmHallyday (1982), c'est la troisième fois que Johnny meurt (de mort violente et spectaculaire), en fin de première partie.
Le récital résolument rock fait la part belle aux derniers albums Entre violence et violon et Drôle de métier et est entrecoupé de (rares) morceaux lents. Pour la première fois (dans un tour de chant parisien), Johnny Hallyday interprète J'ai oublié de vivre. Les chansons La musique que j'aime et Hey Joe (absentes dans un spectacle parisien depuis le Palais des Sports 1976), sont au programme, tout comme Excuse-moi partenaire (qu'il n'a plus chanté depuis l'Olympia de 1964). Après un long Medley rock'n'roll, il interprète l'inédit Je me sens si seul, l'un de ses premiers titres (resté inédit au disque), qu'il a lui-même adapté du standard Heartbreak Hotel.
Le spectacle s'achève sous un déluge de lumières et de décibels sur Le bon temps du rock and roll qui précède Mon p'tit loup (ça va faire mal) (durant lequel accrochés à un fil s'envolent au-dessus du public les guitaristes). Après rappel, Hallyday conclut avec Whole Lotta Shakin' Goin' On.
Le soir de la première, Johnny Hallyday a interprété un medley rock 'n'roll très différent de celui dont le détail est donné plus bas. Abandonné dès la deuxième représentation, ce medley (resté inédit au disque), proposait les chansons suivantes :
- Je suis né dans la rue - 24 000 baiser - Les Bras en croix - Joue pas de rock'n'roll pour moi - Lucille - Noir c'est noir - Cours plus vite Charlie - Ma chérie c'est moi - Pour moi la vie va commencer - Dégage - C'est fini miss Molly[2].

L'album « faux » et « vrai » live
Mit en scène par Hilton Mc Connico (chef opérateur sur le film de Jean-Jacques Beineix Diva), ce spectacle reste la plus grande « machinerie » jamais montée par Johnny Hallyday. Son coût plonge les finances dans le rouge et pour assurer le show sur la longueur, le besoin d'argent se fait sentir. Nécessité oblige, il est décidé d'anticiper sur les évènements et c'est ainsi que le double album Johnny Hallyday au Zénith sort dans les bacs le 24 octobre, soit la veille de la première. Cette première édition est en fait un « faux live », enregistré durant les répétitions au studio Harry Son, auquel on a joint des applaudissements.
Puis, le 12 novembre sort une deuxième édition de Johnny Hallyday au Zénith, cette fois enregistré en scène en présence du public,.
Rien ne signale l'existence et les différences de ces deux versions d'un même album : « Faux » et « vrai » live ont en commun leurs titres, leurs pochettes et leurs références. Ils sont semblables en tous points, à un détail visuel près :
1. Côté verso, sur le « faux live », on distingue en bas le dessin d'un poing traversant un cœur, l'ensemble est de couleur rouge et en dessous « Johnny » est écrit en blanc[6],[7].
2. Inversement, c'est un cœur rouge traversé par un poing blanc qui illustre le « vrai live » et « Johnny » est ici écrit en rouge[8],[9].

Ce sont là les seuls signes visuels qui permettent de distinguer le « faux » du « vrai ».
À l'écoute les deux éditions présentent également plusieurs différences :
- Sur le « vrai live », un commentaire de Johnny rendant hommage à Jacques Brel précède la chanson Ne me quitte pas. Et avant Rien à personne, il déclare « qu'à part au public, il ne doit rien, non vraiment rien à personne, sauf... peut-être au fisc ! ».
- Sur le « faux live », la chanson Rien à personne comporte un couplet supplémentaire avec des paroles différentes de la version studio et de la version enregistrée en public. Cette différence reste méconnue, elle n'est que très rarement, voire jamais citée dans les discographies officielles[N 2]. Elle demeure inédite en CD jusqu'en 1999, où elle apparait sur la compilation Johnny Hallyday - Les talents du siècle vol.1 (Universal 832049-2)[11], ainsi que de façon plus pérenne sur l'édition 2003 Johnny Hallyday au Zénith incluse au coffret intégrale live (édité à l'unité en 2004)[12], sans aucune mention distinctive.

## Autour de l'album
Références originales
- 24 octobre 1984 : Johnny Hallyday au Zénith - « faux live » - Référence Originale : Philips 824 045-1 - (20 titres).
- 12 novembre 1984 : Johnny Hallyday au Zénith - « vrai live » - Référence originale : Philips 824 045-1 - (20 titres)[5].

On a pu également écouter partiellement le tour de chant au Zénith, sur trois disques compilant le live original
- 33 tours Hallyday en concert au Zénith - Référence originale : Polygram 830600-1[13] et CD Hallyday en concert au Zénith - Référence originale : Polygram 830600-2 - (10 titres)[14],[15].
- CD Une heure au Zénith - Référence originale : Philips 824 045-2 - (15 titres)[16],[17].

Et aussi (singles)
- 31 août 1984 : 45 tours Ne tuez pas la liberté - Rien à personne (versions studio) - Référence originale : 880281 - 7
- 5 décembre 1984 : 45 tours Ne me quitte pas (live) - La garce (version studio) - Référence originale : 880504 - 7

rééditions CD
- 1992 : Double CD Johnny Hallyday au Zénith - Référence originale : Philips 510 367-2 - (20 titres)[18].
- 2003 : Double CD Johnny Hallyday au Zénith - Référence originale : Mercury Universal Philips 077204-2 - (27 titres)[19].

L'édition 2003, restitue la chronologie du tour de chant. Elle est présentée à tort comme une intégrale du récital, alors qu'il manque la chanson Gabrielle, qui, à cet instant, demeure dans sa version « live Zénith 84 » totalement inédite en vinyle et CD.
Seul le DVD (parut le 13 février 2006 - première publication sous ce support) Johnny Hallyday au Zénith - référence originale : 983655 - 6 - permet d'écouter le récital dans son intégralité, soit un total de 28 titres. Pour autant, en cet instant, ce n'est pas non plus une intégrale du spectacle, sont ici supprimés le solo de batterie faisant la transition entre le Medley rock'n'roll et Je me sens si seul, ainsi que la bagarre au fouet sur le final de Excuse-moi partenaire. Il n'existe donc pas (à ce jour - 2024), d'authentique intégrale pour ce spectacle.
Réédition du live Johnny Hallyday au Zénith dans une nouvelle et inédite captation (2024)
Le 30 août 2024 sort l'album live posthume Johnny Hallyday Zénith 85, captation de la dernière représentation du spectacle, le 2 février 1985, sous différents supports, le tour de chant est quelque peu différent et comprend deux duos, l'un avec Sheila, l'autre avec Eddy Mitchell.
- Double CD RTL Panthéon Mercury Universal 6589274
- Quadruple 33 tours RTL Panthéon Mercury Universal 6589264

Pour la première fois la captation de la chanson Gabrielle dans sa version « Zénith 1984-1985 » est présente, ainsi que le solo de batterie achevant le Medley rock'n'roll et précédent le titre Je me sens si seul.

## Titres
nota :
1. Nous donnons ici la chronologie de l'édition double CD de 2003, où pour la première fois l'ordre des titres suit fidèlement celui du tour de chant[N 3].
2. Rappel : Bien que cette édition 2003 soit présentée comme une intégrale du show, ce n'est pas le cas puisque Gabrielle (originellement incluse dans le tour de chant entre Nashville Blues et le Medley rock'n'roll) est absente.
3. Les titres en gras ne sont pas inclus dans le double album vinyle de 1984.
4. En 1979, la musique du titre Ma gueule est créditée Pierre Naçabal[21]. Depuis les années 1990, Philippe Bretonnière est crédité comme compositeur - (Pour plus de détails voir ici).

| 1.  | Intro Zénith (instrumental) | | Pierre Billon, Éric Bouad |  |
| 2.  | Poing cœur | Georges Aber | Johnny Hallyday, Érick Bamy |  |
| 3.  | Je sais que tu ne peux pas trouver mieux ailleurs (I Betcha You Gonna Like It) | Pierre Billon, Long Chris (adaptation) | Buddy Killen, Robert Riley |  |
| 4.  | Le pénitencier (The House of the Rising Sun) | Hugues Aufray, Vline Buggy (adaptation) | Alan Price |  |
| 5.  | J'ai oublié de vivre | Pierre Billon | Jacques Revaux |  |
| 6.  | La musique que j'aime | Michel Mallory | Johnny Hallyday |  |
| 7.  | L'amour violent (The magnificently Mad) | Georges Aber (adaptation) | Tony Cole |  |
| 8.  | Signes extérieurs de richesse | Johnny Hallyday, Claude Lemesle | Éric Bouad, Pierre Billon |  |
| 9.  | Ma gueule | Gilles Thibaut | (pour le crédit du compositeur voir nota 4) |  |
| 10. | Ne me quitte pas | Jacques Brel | Jacques Brel |  |
| 11. | Entre violence et violon | Claude Lemesle, Pierre Billon | Érick Bamy , Éric Bouad |  |
| 12. | Quand un homme devient fou | Claude Lemesle | Mort Shuman |  |
| 13. | Rien à personne | Georges Aber | Johnny Hallyday, Érick Bamy |  |
| 14. | Ne tuez pas la liberté | Philippe Labro | Johnny Hallyday, Pierre Billon |  |
| 15. | Le cœur du rock'n roll (The Heart of Rock'n'Roll) | Pierre Billon (adaptation) | Huey Lewis, John Lolla |  |
| 16. | Toi tais toi | Pierre Billon, Claude Lemesle, Johnny Hallyday | Éric Bouad, Érick Bamy |  |
| 17. | Drôle de métier | Johnny Hallyday, Pierre Billon | Éric Bouad |  |
| 18. | La garce | Gilles Thibaut | Pierre Billon, Édouard Bouad, Johnny Hallyday |  |
| 19. | Hey Joe | Gilles Thibaut (adaptation) | Billy Roberts |  |
| 20. | J'aimerai pouvoir souffrir encore comme ça (I Wish That I Could Hurt This Way Again) | Pierre Billon, Long Chris (adaptation) | Curly Putman, Rafe VanHoy, Don Cook |  |
| 21. | Nashville blues (Nashville Blues) | Pierre Billon (adaptation) | Felice Bryant, Boudleaux Bryant |  |
| 22. | Medley rock'n'roll : Je suis né dans la rue Elle est terrible (Somethin' Else) La fille de l'été dernier (Summertime Blues) Souvenirs, souvenirs (Souvenirs) 37e étage (Twenty Flight Rock) O Carole (Carol) Johnny reviens (Johnny B. Goode) Blue Suede Shoes Rien que 8 jours (Forty Days) Tutti Frutti | Long Chris Jil et Jan (adaptation) Long Chris (adaptation) Fernand Bonifay (adaptation) Long Chris (adaptation) Manou Roblin (adaptation) Manou Roblin (adaptation) Carl Perkins Manou Roblin (adaptation) Dorothy LaBostrie, J. Lubin | Mick Jones, Tommy Brown Eddie Cochran, Sharon Sheeley Eddie Cochran, Jerry Capehart Cy Coben (en) Ned Fairchild (en), Eddie Cochran Chuck Berry Carl Perkins Chuck Berry Richard Penniman |  |
| 23. | Je me sens si seul (Heartbreak Hotel) | Johnny Hallyday (adaptation) | Tommy Durden (en), Mae Boren Axton (en) |  |
| 24. | Excuse-moi partenaire (Cuttin' In) | Ralph Bernet (adaptation) | Johnny Watson |  |
| 25. | Le bon temps du rock and roll (Old Time Rock and Roll) | Michel Mallory (adaptation) | George Jackson, Thomas Earl Jones III |  |
| 26. | Mon p'tit loup (ça va faire mal) (Betty Lou Is Going Out Tonight) | Pierre Billon, Johnny Hallyday (adaptation) | Bob Seger |  |
| 27. | Whole Lotta Shakin' Goin' On | Dave Williams, Sunny David | Dave Williams, Sunny David |  |

## Musiciens
- Coordination musicale : Pierre Billon.
- Arrangements : Éric Bouad.
- Guitares : Marc Demelemester "Rocky" / Mike Bazzani / Éric Bouad.
- Basse : Jimmy Gibson / Éric Bouad.
- Claviers : Nick Muir.
- Batterie : Alain Weiss " Doudou ".
- Percussions : Jean-Louis Hennequin.
- Claviers et programmation synthé : Jean Mora / Jean-Louis Hennequin.
- Harmonica : Jean-Louis Mongin.
- Violons : Evrard, Linares, Haudin, Pierre-Louis.
- Cuivres : Christian Fourquet, Georges Courpet, Jean-Pierre Ramirez, René Morizur.
- Chœurs : Julie et Tracy Collins / Érick Bamy / Eric Bouad